# Selegilina
Selegilina ou L-Deprenil (nomes comerciais: Anipril, Eldepril, Zelapar, entre outros) é um inibidor irreversível da monoamina oxidase B (IMAO-B), enzima responsável pela degradação da dopamina. Tem efeitos antidepressivos e antiparkinsoniano. Alguns de seus nomes comerciais são
A dosagem costuma ser de 10mg por dia em uma dose pela manhã ou dividida em duas doses, uma no café da manhã e uma no almoço. Pode ser usada sozinha ou aumentando a duração do efeito e potência da levodopa e carbidopa.
Em doses elevadas perde sua especificidade e atua também na IMAO-A, diminuindo o estresse oxidativo e o dano por radicais livres aos neurônios.
Também existem em adesivos transcutâneos e pode usada para tratar depressão resistente a tratamento.

## Efeitos colaterais
Os efeitos adversos mais frequentes são: boca seca, excitação, náuseas, insônia e raramente arritmias.

## Contraindicações
Não é indicada em caso de hipertensão não tratada, hipertiroidismo, feocromocitoma, glaucoma de ângulo fechado, adenoma prostático com urina residual, taquicardia, arritmia, angina de peito grave, psicoses, demência avançada, duodenal ou úlcera gástrica. Potencializa os efeitos colaterais de antidepressivos e outros agonistas da serotonina, epinefrina e/ou norepinefrina. Inibe os antagonistas da dopamina, serotonina, epinefrina e/ou norepinefrina.
Não deve ser usado por lactantes. Não misturar com álcool, especialmente vinhos, nem consumir queijos curados.